# Базиліка Ecce Homo
Базиліка Ecce Homo — католицька церква у старому районі Єрусалима на Via Dolorosa.

## Подія в Біблії
За Євангелієм від Івана (гл. 19) прокуратор Юдеї Понтій Пілат показав народу Єрусалима після бичування Ісуса Христа, одягненого в багряницю і увінчаного терновим вінцем, бажаючи отримати співчуття натовпу.

Тоді вийшов назовні ізнову Пилат та й говорить до них: Ось Його я виводжу назовні до вас, щоб ви переконались, що провини ніякої в Нім не знаходжу. І вийшов назовні Ісус, у терновім вінку та в багрянім плащі. А Пилат до них каже: Оце Людина! Як зобачили ж Його первосвященики й служба, то закричали, говорячи: Розіпни, розіпни! Пилат каже до них: То візьміть Його ви й розіпніть, бо провини я в Нім не знаходжу! (Ів. 19:4-6)

Подія ця відбувалася пізнього ранку Страсної п'ятниці, в єрусалимській преторії поруч з вежею замку Антонія. Зараз на цьому місці і розташована базиліка Ecce Homo.

## Будівля церкви

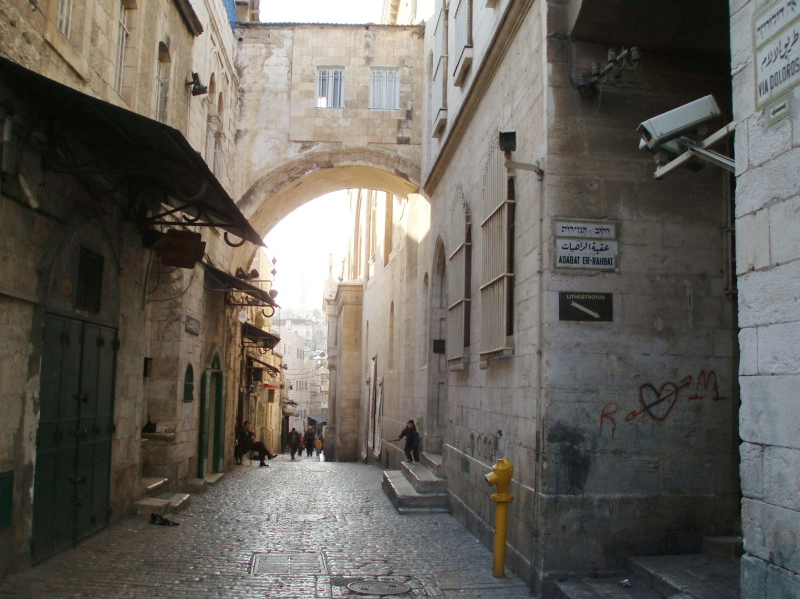
Арка Ecce Homo на Via Dolorosa. З правої сторони позначено вхід у літостротон у підземелля базиліки

Як будівля базиліки так і прилегла будівля монастиря Сестер Богородиці Сіону побудовані у другій половині XIX століття. У 1857 році Альфонс Ратісборн придбав цю ділянку з руїнами будівель та задіяв архітектовів Думе та Маусса для побудови церкви і монастиря заснованого ним ордена Сестер Богородиці Сіону.
Церква побудована збоку старого форуму міста Ælia Capitolina, збудованого після наказу римського імператора імператора Адріана у 131 році відбудувати зруйноване місто Єрусалим. У підвалі церкви знаходиться літостротон, чи по-гебрейському гаввата, де Понтій Пілат представив юдеям Ісуса Христа після бичування:
Як зачув же Пилат оце слово, то вивів назовні Ісуса, і засів на суддеве сидіння, на місці, що зветься літостротон, по-гебрейському ж гаввата. Був то ж день приготовлення Пасхи, година була близько шостої. І він каже юдеям: Ось ваш Цар! (Ів. 19:13-14)
Церква зведена у титулі до базиліки папою Левом XIII у 1902 році.